# セルゲイ・トレシェフ
セルゲイ・トレシェフ（Sergei Yevgenyevich Treshchov、ロシア語:Сергей Евгеньевич Трещёв、1958年8月18日-）は、S.P.コロリョフ ロケット&スペース コーポレーション エネルギアの宇宙飛行士である。リペツク州のヴォリンスキーで生まれ、1982年にモスクワエネルギー大学を卒業した。
1982年から1984年まで、トレシェフはロシア空軍の連隊長を務めた。1984年から1986年まではエネルギアで現場主任の技術者として働き、宇宙ステーション上での宇宙飛行士の分析や行動計画、また地上での訓練を担当した。彼はまた技術文書の作成も行い、ガガーリン宇宙飛行士訓練センターとともに全ての訓練の取りまとめを行った。彼はまた、ミールからの降下や緊急脱出の際の訓練、支援も担当していた。生命維持システムЭУ367/734の最適化のテストオペレータも務めた。
1992年に彼はエネルギアからの宇宙飛行士の派遣に選ばれ、1992年から1994年まで基礎的な訓練を行った。1994年から1996年にはさらに進んだ訓練を行った。
1997年6月から1998年2月まで、トレシェフはミールへの第25次長期滞在のフライトエンジニアのバックアップとしての訓練を行った。1999年6月から2000年7月まで、彼はソユーズ-TMの不測の事態に備えたバックアップの訓練を行った。また、国際宇宙ステーションの第3次長期滞在のバックアップの訓練も行った。
2002年6月5日、彼はSTS-111で打ち上げられ、6月7日に国際宇宙ステーションにドッキングし、第5次長期滞在に参加した。6ヶ月の滞在中に1度宇宙遊泳も行った。トレシェフはワレリー・コルズンとともにザーリャの外側に、将来の組立てのためのフレームを取り付け、またズヴェズダ外壁の材料曝露実験装置で実験中の宇宙航空研究開発機構のサンプルを新しい物質に交換した。また将来の宇宙遊泳で命綱の経路を単純化するための装置をズヴェズダに設置し、ズヴェズダに2つのアンテナを取り付けて将来の無線通信の改良を行った。第5次長期滞在の乗組員は2002年12月7日にSTS-113で地球に帰還した。初めての宇宙飛行を終え、トレシェフは184日と22時間14分を宇宙で過ごし、5時間21分の宇宙遊泳を経験した。